# Prava LGBT osoba u Srbiji
Osobe u LGBTQ skupini katkad nailaze na diskriminaciju u Republici Srbiji. Istospolni su odnosi legalni, premda je srbijansko društvo još uvijek dosta konzervativno kada su u pitanju homoseksualnost i transrodne osobe.

## Povijest
U doba Nemanjića, homoseksualni je čin „zahtijevao“ pokoru.
Srpska pravoslavna Crkva bila je i ostala protivnik prava LGBT-osoba. Patrijarh Irinej govorio je protiv Beogradske povorke ponosa, dok je patrijarh Porfirije – nasljednik patrijarha Irineja – progovorio protiv održavanja Europridea 2022. godine.
Premda su homoseksualni spolni odnosi legalni u Srbiji, država ne prepoznaje životno partnerstvo ili istospolni brak.

## Poznate srbijanske LGBT-osobe
- Lepa Mlađenović – feministica
- Ana Brnabić[8] – srbijanska premijerka
- Vladimir Tintor – glumac